# 迪克森維爾 (阿拉巴馬州)
迪克森維爾（英語：Dixonville）是一個位於美國阿拉巴馬州艾斯康比亞縣的非建制地區。該地的面積和人口皆未知。

## 地理
迪克森維爾的座標為31°00′02″N 87°02′10″W / 31.00055°N 87.03611°W，而該地最高點為海拔高度86米（即282英尺）。